# 友誼路駅 (武漢市)
友誼路駅（ゆうぎろ-えき)は、湖北省武漢市江漢区にある武漢地下鉄1号線の駅である。

## 駅周辺
- 中山公園
- 武漢国際会展中心

## 歴史
- 2004年7月28日 - 開業。

## 隣の駅
武漢地下鉄
■1号線
循礼門駅 - 友誼路駅 - 利済北路駅
座標: 北緯30度35分00秒 東経114度16分23秒 / 北緯30.58335度 東経114.27303度